# Saratov
Saratov (ruski: Сара́тов [▶]) je veliki grad na jugo-istoku europskog dijela Rusije, administrativno središte Saratovske oblasti. Smješten na desnoj obali Volgogradskog umjetnog jezera, otprilike na jednakoj udaljenosti od Volgograda i Samare.
Osnovan je kao utvrda u 1590. godini. U drugoj polovici XVIII stoljeća, glavni pretovarni punkt i centar trgovine ribom i soli, a od XIX stoljeća — žitom. Pokrajinski glavni grad od 1780. Početkom XX. stoljeća — najveći i najmoderniji grad Povolžja. Sveučilište postoji od 1909.
Tijekom industrijalizacije 1930-ih izgrađene su velike tvornice strojogradnje, a nakon rata — proizvodnja radio-elektronskih instrumenata poduzeća vojnog profila. Grad je postao važan znanstveni i industrijski centar.

## Vanjske poveznice
|  | Zajednički poslužitelj ima još gradiva o temi Saratov |

- Službene stranice grada Saratova
- Web kamere Saratova  Arhivirana inačica izvorne stranice od 12. travnja 2009. (Wayback Machine)
- Saratov[neaktivna poveznica]